# Astoria Heights

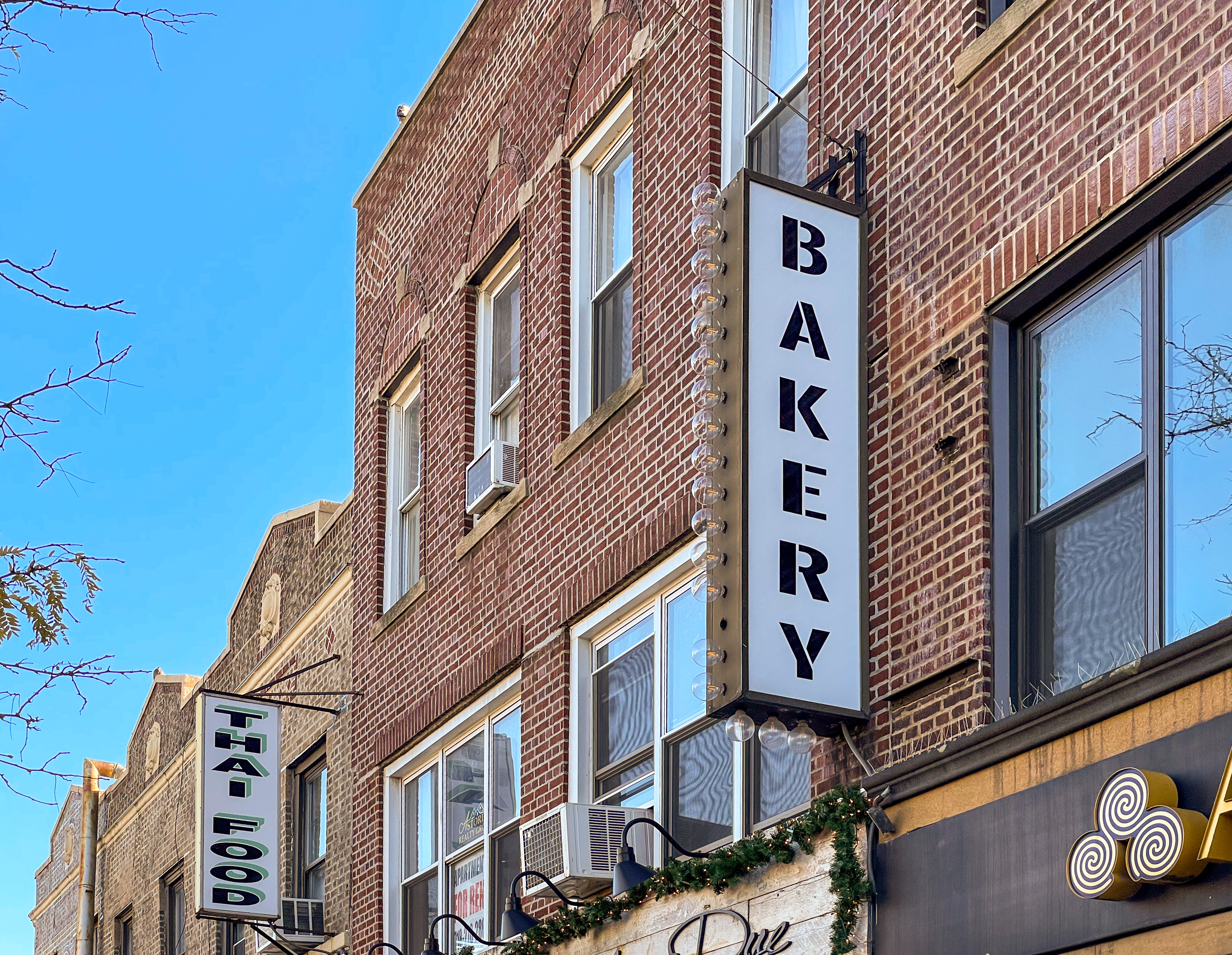
Geschäfte auf der 30th Avenue

Astoria Heights ist ein überwiegend wohngeprägtes Viertel im Nordwesten des New Yorker Stadtbezirks Queens, das durch seine ruhige Lage, die Nähe zum Flughafen LaGuardia und eine multikulturelle Nachbarschaft geprägt ist.

## Etymologie
Der Name Astoria Heights leitet sich vom angrenzenden Stadtteil Astoria ab, der nach dem deutsch-amerikanischen Unternehmer John Jacob Astor benannt wurde. Der Zusatz Heights verweist auf die leicht erhöhte Lage des Viertels im Vergleich zu den umliegenden Gebieten.

## Geografie
Astoria Heights liegt im nördlichen Teil von Queens und wird im Westen von Astoria, im Osten von East Elmhurst, im Süden vom Grand Central Parkway und im Norden von der 20th Avenue begrenzt. Das Viertel ist Teil des Postleitzahlenbereichs 11370 und zeichnet sich durch eine Mischung aus Einfamilienhäusern, kleinen Apartmenthäusern und Grünflächen aus.

## Geschichte
Astoria Heights entstand im späten 19. und frühen 20. Jahrhundert als Erweiterung des benachbarten Astoria. Die Entwicklung wurde durch die Nähe zum Flughafen LaGuardia und die gute Anbindung an Manhattan begünstigt. Ursprünglich war das Viertel von europäischen Einwanderern geprägt, insbesondere von griechischen, italienischen und deutschen Familien. In den letzten Jahrzehnten kamen verstärkt Einwanderer aus Lateinamerika, Asien und dem Nahen Osten hinzu, was die kulturelle Vielfalt des Viertels weiter erhöhte.

## Demografie
In Astoria Heights und Upper Ditmars lebten 2020 etwa 29.000 Menschen mit einem Medianalter von 40 Jahren. Die Bevölkerung setzte sich aus verschiedenen ethnischen Gruppen zusammen: Weiße stellten die Mehrheit, gefolgt von hispanischen, asiatischen und afroamerikanischen Bewohnern.  Die Haushalte sind überwiegend familienorientiert und verfügen über ein mittleres bis gehobenes Einkommen.

## Infrastruktur
Astoria Heights ist durch mehrere Buslinien und die Nähe zur U-Bahn-Linie N/W gut an das öffentliche Verkehrsnetz angebunden. Es gibt mehrere Schulen, darunter die PS 2 und die PS 148, sowie Parks wie den Astoria Heights Park, der Sport- und Freizeitmöglichkeiten bietet. Die Nachbarschaft profitiert zudem von der Nähe zu Einkaufsmöglichkeiten und Restaurants entlang der 21st Avenue und der Ditmars Boulevard.